# Filipovići (Foča, BiH)
Filipovići su naselje u BiH, podijeljeno između općina Foča (Republika Srpska) i Foča-Ustikolina (Federacija BiH).
Nalazi se nedaleko od Ustikoline, kod ušća Koline u Drinu, na desnoj obali Koline i na lijevoj obali Drine.

## Povijest
Do rata je u naselju živjelo pretežito muslimansko stanoništvo. U naselju su postojale vojarne JNA, čiji se ostaci i danas mogu vidjeti. Stanovnici naselja su pretežno radili u industriji (Foča, kao i Ustikolina), ali su se bavili i poljoprivredom i stočarstvom. U narodu je naselje poznato pod nazivom "Pilpovići".[nedostaje izvor]

## Stanovništvo
| Narod     | Popis 1961. | Popis 1971. | Popis 1981. | Popis 1991. |
| --------- | ----------- | ----------- | ----------- | ----------- |
| Hrvati    |             |             |             |             |
| Muslimani | 156         | 212         | 222         | 244         |
| Srbi      | 49          | 40          | 29          | 18          |
| ostali    | 3           | 1           | 1           |             |
| Ukupno    | 208         | 253         | 252         | 262         |

Nacionalni sastav stanovništva 1991. godine, bio je sljedeći:
ukupno: 262
- Bošnjaci - 244
- Srbi - 18

Danas u naselju ima 50-ak stanovnika, vecinom starija populacija.

## Vanjske poveznice
- Satelitska snimka  Arhivirana inačica izvorne stranice od 8. kolovoza 2020. (Wayback Machine)